# Wissen
Wissen é uma cidade da Alemanha localizada no distrito de Altenkirchen, estado da Renânia-Palatinado. É membro e sede da associação municipal de Verbandsgemeinde Wissen.

## Demografia
Evoução da população:
| - 1815 – 2.629 - 1835 – 3.151 - 1871 – 4.623 - 1905 – 6.282 - 1939 – 7.702 | - 1950 – 8.447 - 1961 – 9.166 - 1970 – 8.951 - 1987 – 8.321 - 2000 – 8.825 |

Fonte: Statistisches Landesamt Rheinland-Pfalz